# Einzelstammwirtschaft
Die Einzelstammwirtschaft ist eine intensive und zugleich die ursprünglichste Form der Forstwirtschaft, bei der zur Holzgewinnung jeweils nur einzelne Bäume aus einem Wald mit sehr heterogener Altersstruktur entnommen werden. Heute wird sie besonders in tropischen Ländern als einfache Nutzungsform praktiziert, während in borealen und nemoralen Wäldern der Nordhalbkugel der Schlagweise Hochwald dominiert. Die Einzelstammwirtschaft ist eine der Säulen der Naturgemäßen Waldwirtschaft und wird deshalb in Deutschland in wenigen Privatwäldern seit Ende des 19. Jahrhunderts wieder bewusst als Dauerwald beispielsweise in Form des Plenterwaldes ausgeübt.
Durch die jeweils nur einzelstammweise Nutzung und die Konzentration forstwirtschaftlicher Pflegemaßnahmen auf bestimmte Bäume ist diese Art der Waldbewirtschaftung oft nicht kompatibel mit allgemein angewandten Methoden. Auch die Forstplanung ist erschwert, weil Hilfsmittel wie Ertragstafeln auf Altersklassenwälder zugeschnitten sind. Endnutzungen beschränken sich nicht auf abgegrenzte Bereiche des Waldes, sondern finden mäßig und häufig verteilt auf der gesamten Fläche statt. Die Einzelstammwirtschaft ist daher mit einem vergleichsweise hohen betrieblichen Aufwand verbunden und rentiert sich nur, wenn das so erzeugte Holz hohe Erträge erwirtschaftet.
Wenn die Einzelstammwirtschaft in tropischen Ländern angewandt wird, so stellt dies im Gegensatz zur Naturgemäßen Waldwirtschaft eine einfache und extensive Form der Nutzung von Naturwäldern dar. Man fällt dabei selektiv nur die wenigen sehr wertvollen Bäume eines Waldes. Forstplanung findet in diesem Fall meist nicht statt, auch eine Inventur der dort vorhandenen Baumarten unterbleibt. Sie ist aus diesem Grunde nicht zwangsläufig nachhaltig, zumal aufgrund der geschaffenen Infrastruktur zur einzelstammweisen Nutzung der Wälder illegale Holzeinschläge durch Dritte ermöglicht werden.